# Diecezja Koumra
Diecezja Koumra  (łac. Dioecesis Coumranensis) – diecezja rzymskokatolicka w Czadzie, z siedzibą w Koumra. Sufragania metropolii Ndżameny. Powstała 12 sierpnia 2023 z części terenu diecezji Sarh. 

## Główne świątynie
- Katedra: Katedra św. Teresy od Dzieciątka Jezus w Koumra

## Biskupi diecezjalni
- Samuel Mbairabé Tibingar od 2023